# Габріеле Детті
Габріеле Детті (італ. Gabriele Detti, нар. 29 серпня 1994, Ліворно, Італія) — італійський плавець, дворазовий бронзовий призер Олімпійських ігор 2016 року, чемпіон світу.

## Виступи на Олімпійських іграх
| Олімпіада           | Дисципліна            | Місце |
| ------------------- | --------------------- | ----- |
| Лондон 2012         | 1500 м вільним стилем | 13    |
| Ріо-де-Жанейро 2016 | 400 м вільним стилем  | 3     |
| Ріо-де-Жанейро 2016 | 1500 м вільним стилем | 3     |
| Токіо 2020          | 400 м вільним стилем  | 6     |
| Токіо 2020          | 800 м вільним стилем  | 12    |